# Нові Юрти
Но́ві Ю́рти (рос. Новые Юрты) — присілок у складі Аромашевського району Тюменської області, Росія.
Населення — 297 осіб (2010, 365 у 2002).
Національний склад станом на 2002 рік:
- татари — 82 %